# Distretto di Čortkiv
Il distretto di Čortkiv (in ucraino Чортківський район?, Čortkivs'kyj rajon) è un distretto nell'oblast' di Ternopil' in Ucraina. Il suo centro amministrativo è la città di Čortkiv. Ha una popolazione di 322 293 abitanti.
Il 18 luglio 2020, come parte della riforma amministrativa dell'Ucraina, il numero di distretti dell'oblast' di Ternopil', è stato ridotto a tre e l'area del distretto di Čortkiv è stata notevolmente ampliata.